# Семантика логіки
В логіці семантика логіки є дисципліна, що вивчає семантику (інтерпретації) формальних та природних мов шляхом їх формального опису в математичних термінах.
Формальна мова може бути задана без будь-якої інтерпретації. Це досягається заданням множини символів (так званого алфавіту) і множини правил виведення (так званої формальної граматики), що визначають, які рядки символів є правильно побудованими формулами. При додаванні правил перетворення і прийнятті деяких пропозицій аксіом (що разом називається дедуктивною системою) формується логічна система. Інтерпретація — це надання сенсу її символам і значень істинності її пропозицій.
Умови істинності різних пропозицій, які можуть бути присутніми в аргументах, залежать від їхнього змісту, тому сумлінні вчені не можуть повністю обійтися без будь-якого опису сенсу цих пропозицій. Семантика логіки описує різні підходи до розуміння і визначення тих частин сенсу, які цікаві. Як правило, інтерес з точки зору логіки становить не сама по собі пропозиція, а вона ж в пропозиційній, ідеалізованій формі, придатній для логічних перетворень.
До становлення сучасної логіки, в «Органоні» Арістотеля, а саме в роботі «Про тлумачення» були задані основи розуміння і значення логіки. Введення кванторів мало розв'язати проблему спільності множин, не вирішувану в рамках суб'єктно-предикатного аналізу Арістотеля, хоча в логіці термів з'являється новий інтерес, а саме спроби побудувати числення в дусі силогістики Арістотеля, використовуючи властивості спільності кванторів з сучасної логіки.
Основні сучасні підходи до семантики формальних мов є:
- Теоретико-модельна семантика, архетип семантики теорії істинності Альфреда Тарського, оснований на його Т-схемі, є однією з ключових концепцій модельної теорії. Це один з найпоширеніших підходів. Основна його ідея в тому, що зміст різноманітних частин твердження задається всілякими способами рекурсивного завдання групи функцій інтерпретації, що відображають пропозиції на деякі наперед задані математичні множини. Так, інтерпретація логіки предикатів першого порядку задається відображенням термів в універсум, і відображення предикатів в значення істинності «істина» і «хиба». На модельно-теоретичній семантиці заснований підхід в теорії сенсу під назвою семантика умовної істини, який вперше запропонував Дональд Девідсон. Семантика Крипке по суті вносить деякі доповнення до семантики Тарського.
- Теоретико-доказова семантика пов'язує сенс тверджень з ролями, які вони відіграють в міркуванні. Ґергард Ґенцен, Даг Правиць[en] і Майкл Дамміт вважаються засновниками цього підходу. На них сильно вплинула пізня філософія Людвіга Вітґенштайна, особливо його афоризм «сенс — це застосування».
- Семантику значень істинності[en] (також знану як підставкова квантифікація) запропонував Рут Маркус[en] для модальних логік на початку 1960-х і потім її розвинули у працях Дана (англ. Michael Dunn), Белнапа (англ. Nuel Belnap) і Леблана (англ. Hugues Leblanc) як стандартну логіку першого порядку. Джеймс Гарсон (англ. James Garson) отримав деякі результати в областях адекватності інтенсіональних логік, забезпечених такою семантикою. Умови істинності квантифікованих формул задаються виключно в термінах істинності, без використання множин (звідси й назва).
- Теоретико-ігрова семантика[en] недавно була відроджена Яакко Гінтікка для логік (кінцевої) частково покритої квантифікації, які спочатку досліджувалися Леоном Генкіним[en].
- Імовірнісна  семантика[en] — узагальнення семантики значень істинності, створена Філдом (англ. Hartry Field).

Лінгвісти рідко застосовували формальні семантики доти, поки Річард Монтегю не показав як можна сприймати англійську (або будь-яку іншу мову) як формальну мову. Його вклад в лінгвістичну семантику, знаний як граматика Монтегю, яка є основою для того, що лінгвісти називають формальною семантикою.